# Pływanie na Letnich Igrzyskach Olimpijskich 1908 – 100 m stylem dowolnym mężczyzn
Konkurencja pływacka 100 metrów stylem dowolnym na Letnich Igrzyskach Olimpijskich 1908 w Londynie odbyła się w dniach 17–20 lipca 1908. Zawody po raz pierwszy odbyły się na specjalnie przygotowanym basenie, podczas gdy na poprzednich Igrzyskach Olimpijskich odbywały się na otwartych akwenach. Zgłoszonych zostało 46 zawodników z 12 państw z których ostatecznie wystartowało 34.

## Wyniki

### Eliminacje
Eliminacje rozpoczęły się 17 lipca 1908 o godzinie 16:15. Do następnego etapu awansowali zwycięzcy każdego wyścigu (Q) oraz najszybszy spośród zawodników z drugiego miejsca (q).
Wyścig 1
| Miejsce | Zawodnik            | Kraj        | Wynik  | Uwagi |
| ------- | ------------------- | ----------- | ------ | ----- |
| 1.      | Zoltán Halmay       | Węgry       | 1:08,2 | Q,    |
| 2.      | Theodore Tartakover | Australazja |        |       |
| 3. – 6. | Bouke Benenga       | Holandia    |        |       |
| 3. – 6. | Herman Meyboom      | Belgia      |        |       |
| 3. – 6. | Harald Klem         | Dania       |        |       |
| 3. – 6. | Davide Baiardo      | Włochy      |        |       |

Wyścig 2
| Miejsce | Zawodnik          | Kraj              | Wynik  | Uwagi |
| ------- | ----------------- | ----------------- | ------ | ----- |
| 1.      | Otto Scheff       | Austria           | 1:11,4 | Q     |
| 2.      | Addin Tyldesley   | Wielka Brytania   | 1:12,0 | q     |
| 3. – 5. | Gérard Meister    | Francja           |        |       |
| 3. – 5. | József Munk       | Węgry             |        |       |
| 3. – 5. | Conrad Trubenbach | Stany Zjednoczone |        |       |

Wyścig 3
| Miejsce | Zawodnik          | Kraj        | Wynik  | Uwagi |
| ------- | ----------------- | ----------- | ------ | ----- |
| 1.      | Frank Beaurepaire | Australazja | 1:13,2 | Q     |
| 2.      | Lambertus Benenga | Holandia    | 1:14,0 |       |
| 3. – 5. | Poul Holm         | Dania       |        |       |
| 3. – 5. | Henrik Hajós      | Węgry       |        |       |
| 3. – 5. | Robert Andersson  | Szwecja     |        |       |

Wyścig 4
| Miejsce | Zawodnik        | Kraj              | Wynik  | Uwagi |
| ------- | --------------- | ----------------- | ------ | ----- |
| 1.      | Harald Julin    | Szwecja           | 1:12,0 | Q     |
| 2.      | John Derbyshire | Wielka Brytania   | 1:12,6 |       |
| 3. – 4. | Victor Boin     | Belgia            |        |       |
| 3. – 4. | Robert Foster   | Stany Zjednoczone |        |       |
| –       | Gyula Hornung   | Węgry             |        | DNS   |

Wyścig 5
| Miejsce | Zawodnik         | Kraj              | Wynik  | Uwagi |
| ------- | ---------------- | ----------------- | ------ | ----- |
| 1.      | Charles Daniels  | Stany Zjednoczone | 1:05,8 | Q, =  |
| 2.      | József Ónody     | Węgry             | 1:13,2 |       |
| 3.      | George Innocent  | Wielka Brytania   |        |       |
| 4. – 5. | René André       | Francja           |        |       |
| 4. – 5. | Hjalmar Saxtorph | Dania             |        |       |

Wyścig 6
| Miejsce | Zawodnik         | Kraj              | Wynik  | Uwagi |
| ------- | ---------------- | ----------------- | ------ | ----- |
| 1.      | Harry Hebner     | Stany Zjednoczone | 1:11,0 | Q     |
| 2.      | Paul Radmilovic  | Wielka Brytania   | 1:12,0 | q     |
| 3. – 4. | Fernand Feyaerts | Belgia            |        |       |
| 3. – 4. | Edward Cooke     | Australazja       |        |       |
| –       | Jenő Hégner-Tóth | Węgry             |        | DNS   |

Wyścig 7
| Miejsce | Zawodnik         | Kraj              | Wynik  | Uwagi |
| ------- | ---------------- | ----------------- | ------ | ----- |
| 1.      | Wilfred Edwards  | Wielka Brytania   | 1:15,8 | Q     |
| 2.      | Robert Zimmerman | Kanada            | 1:35,0 |       |
| –       | Gentilly         | Francja           |        | DNS   |
| –       | Géza Kiss        | Węgry             |        | DNS   |
| –       | Budd Goodwin     | Stany Zjednoczone |        | DNS   |

Wyścig 8
| Miejsce | Zawodnik         | Kraj            | Wynik  | Uwagi |
| ------- | ---------------- | --------------- | ------ | ----- |
| 1.      | George Dockrell  | Wielka Brytania | 1:13,2 | Q     |
| –       | Snowy Baker      | Australazja     |        | DNS   |
| –       | Paul Vasseur     | Francja         |        | DNS   |
| –       | Alajos Bruckner  | Węgry           |        | DNS   |
| –       | Ragnar Lagergren | Szwecja         |        | DNS   |

Wyścig 9
| Miejsce | Zawodnik     | Kraj              | Wynik  | Uwagi |
| ------- | ------------ | ----------------- | ------ | ----- |
| 1.      | Leslie Rich  | Stany Zjednoczone | 1:14,6 | Q     |
| 2.      | André Duprez | Belgia            | 1:18,0 |       |
| –       | Sándor Ádám  | Węgry             |        | DNS   |
| –       | Lóránt Apor  | Węgry             |        | DNS   |
| –       | Axel Persson | Szwecja           |        | DNS   |

### Półfinały
Półfinały rozpoczęły się 20 lipca 1908 o godzinie 11:00. Dwóch najlepszych pływaków z każdego wyścigu awansowało do finału.
Półfinał 1
| Miejsce | Zawodnik          | Kraj              | Wynik  | Uwagi |
| ------- | ----------------- | ----------------- | ------ | ----- |
| 1.      | Zoltán Halmay     | Węgry             | 1:09,4 | Q     |
| 2.      | Harald Julin      | Szwecja           | 1:10,2 | Q     |
| 3.      | Harry Hebner      | Stany Zjednoczone | 1:11,8 |       |
| 4.      | Frank Beaurepaire | Australazja       |        |       |
| 5. – 6. | Wilfred Edwards   | Wielka Brytania   |        |       |
| 5. – 6. | Paul Radmilovic   | Wielka Brytania   |        |       |

Półfinał 2
| Miejsce | Zawodnik        | Kraj              | Wynik  | Uwagi |
| ------- | --------------- | ----------------- | ------ | ----- |
| 1.      | Charles Daniels | Stany Zjednoczone | 1:10,2 | Q     |
| 2.      | Leslie Rich     | Stany Zjednoczone | 1:10,8 | Q     |
| 3.      | George Dockrell | Wielka Brytania   | 1:11,4 |       |
| 4.      | Otto Scheff     | Austria           |        |       |
| 5.      | Addin Tyldesley | Wielka Brytania   |        |       |

### Finał
Finał odbył się 20 lipca 1908 o godzinie 14:30.
Po starcie na prowadzenie wysunął się Zoltán Halmay, który został dogoniony przez Chalesa Danielsa po około 50 metrach. Amerykanin na mecie uzyskał około ½ jarda przewagi nad Węgrem, który z kolei finiszował z przewagą 2 jardów nad Szwedem Haraldem Julinem.
| Miejsce | Zawodnik        | Kraj              | Wynik  | Uwagi |
| ------- | --------------- | ----------------- | ------ | ----- |
| złoto   | Charles Daniels | Stany Zjednoczone | 1:05,6 | WR    |
| srebro  | Zoltán Halmay   | Węgry             | 1:06,2 |       |
| brąz    | Harald Julin    | Szwecja           | 1:08,0 |       |
| 4.      | Leslie Rich     | Stany Zjednoczone |        |       |